# Nectarívoro

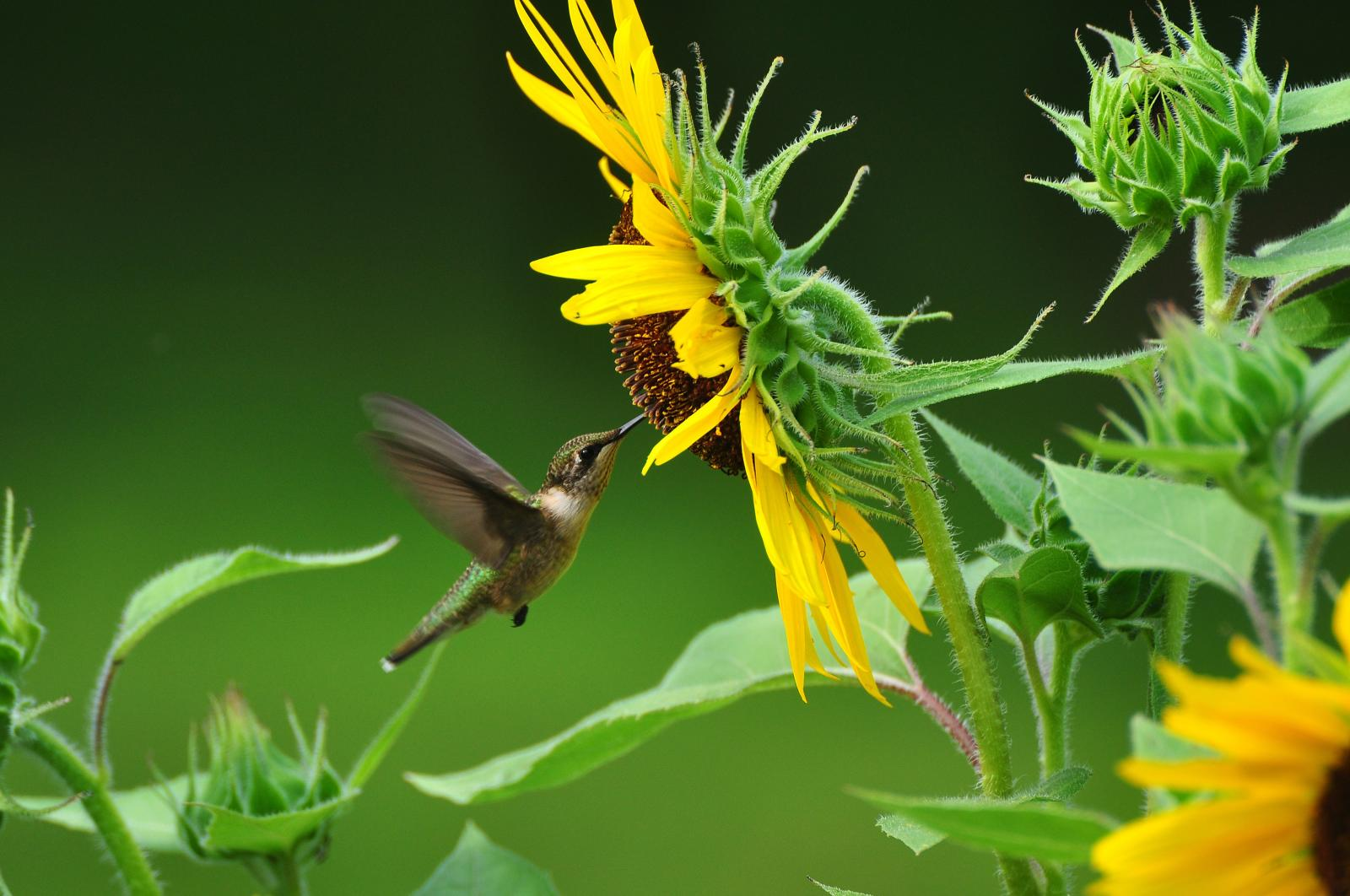
Fêmea de colibri a alimentar-se do néctar de um girassol.

Em zoologia, um nectarívoro é um animal que obtém a energia e necessidades nutricionais a partir de uma dieta que consiste principal ou exclusivamente do néctar rico em açúcar produzido pelas plantas com flor. O néctar é produzido por estas plantas com o intuito de atrair polinizadores que visitem as flores e transportem o pólen entre elas. A maioria dos nectarívoros são insetos ou aves, embora existam casos noutros grupos animais. As flores possuem em muitos casos estruturas especializadas que tornam o néctar acessível apenas aos animais com as estruturas morfológicas apropriadas, existindo vários exemplos de coevolução entre nectarívoros e as flores que polinizam. Por exemplo, os colibris e as mariposas têm bicos compridos capazes de alcançar o néctar em flores tubulares, enquanto que os morcegos visitam flores abertas em que o néctar não está tão escondido.